# Proalinopsis gracilis
Proalinopsis gracilis är en hjuldjursart som beskrevs av Myers 1933. Proalinopsis gracilis ingår i släktet Proalinopsis och familjen Proalidae. Inga underarter finns listade i Catalogue of Life.